# Naka-ku (Okayama)
Naka-ku (中区?) è uno dei quattro quartieri amministrativi della città di Okayama, in Giappone.